# Ioduro di potassio
Lo ioduro di potassio è un composto chimico, un farmaco e un integratore alimentare; è il sale di potassio dell'acido iodidrico. Come farmaco è usato per trattare l'ipertiroidismo, nelle emergenze da radiazioni e per proteggere la ghiandola tiroidea quando vengono utilizzati determinati tipi di radiofarmaci. Nei paesi in via di sviluppo è anche usato per trattare la sporotricosi cutanea e la ficomicosi. Come integratore viene utilizzato in coloro che hanno un basso apporto di iodio nella dieta. Si somministra per via orale.
Gli effetti collaterali comuni includono vomito, diarrea, dolore addominale, eruzione cutanea e gonfiore delle ghiandole salivari. Altri effetti collaterali includono reazioni allergiche, cefalea, gozzo e depressione. Sebbene l'uso durante la gravidanza possa danneggiare il bambino, il suo uso è comunque raccomandato in caso di emergenze da radiazioni. Lo ioduro di potassio ha la formula chimica KI. Commercialmente è prodotto mescolando idrossido di potassio con iodio.
Lo ioduro di potassio è stato utilizzato in medicina almeno dal 1820. È nell'elenco dei medicinali essenziali dell'Organizzazione mondiale della sanità. Lo ioduro di potassio è disponibile come farmaco generico e da banco; viene utilizzato anche per la iodizzazione del sale.
Le soluzioni concentrate di ioduro di potassio disciolgono lo iodio in seguito alla formazione di anioni complessi:
{\displaystyle {\ce {I- + I2 -> I3-}}}
Le soluzioni degli ioduri infatti solubilizzano lo iodio elementare per formazione dello ione triioduro I3−. Tipico esempio è la tintura di iodio, contenente iodio, ioduro di potassio ed etanolo in soluzione acquosa.

## Chimica
Lo ioduro di potassio è un composto ionico formato dagli ioni K+ e I−. Cristallizza nella struttura del cloruro di sodio. Viene prodotto industrialmente trattando idrossido di potassio con iodio.
È un sale bianco, che è il composto ioduro più significativo dal punto di vista commerciale. Assorbe l'acqua meno facilmente dello ioduro di sodio, rendendolo più facile da lavorare.
I campioni invecchiati e impuri sono gialli a causa della lenta ossidazione del sale in carbonato di potassio e iodio elementare.
{\displaystyle {\ce {4KI\ +\ 2CO2\ +\ O2->2K2CO3\ +\ 2I2}}}
Poiché lo ione ioduro è un agente riducente blando, I− viene facilmente ossidato a I2 da potenti agenti ossidanti come il cloro:
{\displaystyle {\ce {2KI_{(aq)}\ +\ Cl2_{(aq)}->2KCl_{(aq)}\ +\ I2_{(aq)}}}}
Questa reazione è impiegata nell'isolamento dello iodio da fonti naturali. L'aria ossida lo ioduro, come evidenziato dall'osservazione di un estratto viola quando i campioni invecchiati di ioduro di potassio vengono risciacquati con diclorometano. Poiché si forma in condizioni acide, l'acido iodidrico (HI) è un agente riducente più forte.
Come altri sali di ioduro, lo ioduro di potassio forma I3− quando combinato con iodio elementare:
{\displaystyle {\ce {KI_{(aq)}\ +\ I2_{(s)}->KI3_{(aq)}}}}
Diversamente da I2, i sali I3− possono essere altamente solubili in acqua. Attraverso questa reazione, lo iodio viene utilizzato nelle titolazioni redox. Il KI3 acquoso, ("soluzione di Lugol"), viene utilizzato come disinfettante e come incisore per superfici dorate.
Lo ioduro di potassio e il nitrato d'argento sono usati per produrre ioduro d'argento, che viene utilizzato per pellicole fotografiche ad alta velocità e per la semina delle nuvole:
{\displaystyle {\ce {KI_{(aq)}\ +\ AgNO3_{(aq)}->AgI_{(s)}\ +\ KNO3_{(aq)}}}}

### Chimica organica
Lo ioduro di potassio funge da fonte di ioduro nella sintesi organica. Un'applicazione utile è nella preparazione di ioduri arilici dai sali di arenediazonio.
Lo ioduro di potassio, agendo come fonte di ioduro, può anche fungere da catalizzatore nucleofilo per l'alchilazione di cloruri, bromuri o mesilati alchilici.

## Usi industriali
Lo ioduro di potassio viene utilizzato con il nitrato d'argento per produrre lo ioduro d'argento (AgI), una sostanza chimica importante nella fotografia su pellicola. Lo ioduro di potassio è un componente in alcuni disinfettanti e prodotti chimici per il trattamento dei capelli. Lo ioduro di potassio è anche usato come agente di estinzione della fluorescenza nella ricerca biomedica, un'applicazione che sfrutta l'estinzione collisionale di sostanze fluorescenti da parte dello ione ioduro. Tuttavia, per diversi fluorofori l'aggiunta di ioduro di potassio in concentrazioni μM-mM provoca un aumento dell'intensità della fluorescenza e lo ioduro agisce come potenziatore della fluorescenza.
Lo ioduro di potassio è un componente nell'elettrolita delle celle solari sensibilizzate con coloranti (DSSC) insieme allo iodio.
Lo ioduro di potassio trova le sue più importanti applicazioni nella sintesi organica principalmente nella preparazione di ioduri arilici nella reazione di Sandmeyer, a partire dalle arilammine. Gli ioduri arilici sono a loro volta usati per attaccare i gruppi arilici ad altri organici mediante sostituzione nucleofila, con lo ione ioduro come gruppo uscente.

## Usi clinici

### Storia
Lo ioduro di potassio è stato utilizzato in medicina almeno dal 1820.
Uno dei suoi primi usi fu per curare la sifilide.

#### Test sulle armi nucleari
Lo sviluppo del cancro alla tiroide tra i residenti nel Pacifico settentrionale a causa di ricadute radioattive in seguito ai test sulle armi nucleari degli Stati Uniti negli anni '50 (su isole quasi 200 miglia sottovento rispetto ai test) è stato determinante nella decisione del 1978 della FDA di presentare una richiesta di disponibilità di ioduro di potassio per la protezione della tiroide in caso di rilascio da una centrale nucleare commerciale o di incidente nucleare correlato alle armi. Notando che l'efficacia dello ioduro di potassio era "praticamente completa" e scoprendo che lo iodio sotto forma di ioduro di potassio era sostanzialmente superiore ad altre forme, incluso lo iodato (KIO3) in termini di sicurezza, efficacia, mancanza di effetti collaterali e velocità di insorgenza, la FDA ha invitato i produttori presentare domande per produrre e commercializzare lo ioduro di potassio.

#### Nagasaki
Questi risultati erano coerenti con gli studi sugli effetti dei precedenti rilasci di radioattività. Nel 1945 milioni di giapponesi furono esposti alle radiazioni delle armi nucleari e gli effetti possono ancora essere misurati. Oggi, quasi la metà (44,8%) dei sopravvissuti alla bomba di Nagasaki ha una malattia tiroidea identificabile, con un editoriale sul Journal of the American Medical Association che riporta che 

#### Černobyl'
Il valore dello ioduro di potassio come agente radioprotettivo (bloccante della tiroide) è stato dimostrato in seguito al disastro del reattore nucleare di Černobyl' nell'aprile 1986: una soluzione satura di ioduro di potassio (SSKI) è stata somministrata a 10,5 milioni di bambini e 7 milioni di adulti in Polonia come misura preventiva contro l'accumulo di iodio-131 radioattivo nella ghiandola tiroidea.
I rapporti differiscono sul fatto che le persone nelle aree immediatamente circostanti la stessa Černobyl' abbiano ricevuto il supplemento. Tuttavia, la Commissione per la regolamentazione nucleare (NRC) degli Stati Uniti ha riferito che 
Con il passare del tempo, le persone che vivono in aree irradiate in cui non era disponibile lo ioduro di potassio hanno sviluppato un cancro alla tiroide a livelli epidemici, motivo per cui la Food and Drug Administration statunitense ha riportato che
Černobyl' ha anche dimostrato che la necessità di proteggere la tiroide dalle radiazioni era maggiore del previsto. Entro dieci anni dall'incidente, è diventato chiaro che il danno alla tiroide causato dallo iodio radioattivo rilasciato era praticamente l'unico effetto negativo sulla salute che poteva essere misurato. Come riportato dall'NRC, gli studi successivi all'incidente hanno mostrato che
Ma altrettanto importante per la questione dello ioduro di potassio è il fatto che il rilascio di radioattività non è un evento "locale". I ricercatori dell'Organizzazione Mondiale della Sanità hanno localizzato e contato accuratamente le vittime del cancro di Černobyl' e sono rimasti sorpresi nello scoprire che
Di conseguenza, molte più persone del previsto sono state colpite dalle radiazioni, che hanno indotto le Nazioni Unite a riferire nel 2002 che

#### Fukushima
Il 16 marzo 2011 è stato riferito che compresse di ioduro di potassio sono state somministrate preventivamente ai membri dell'equipaggio della marina statunitense che volavano entro 70 miglia nautiche dalla centrale nucleare di Fukushima Dai-ichi danneggiata dal terremoto (magnitudo 8,9/9,0) e dal conseguente tsunami l'11 marzo 2011. Le misure sono state viste come precauzioni e il Pentagono ha affermato che nessuna forza statunitense ha mostrato segni di avvelenamento da radiazioni. Entro il 20 marzo, la Marina degli Stati Uniti ha incaricato il personale che si trovava entro 100 miglia dal reattore di assumere le pillole.

#### Paesi europei

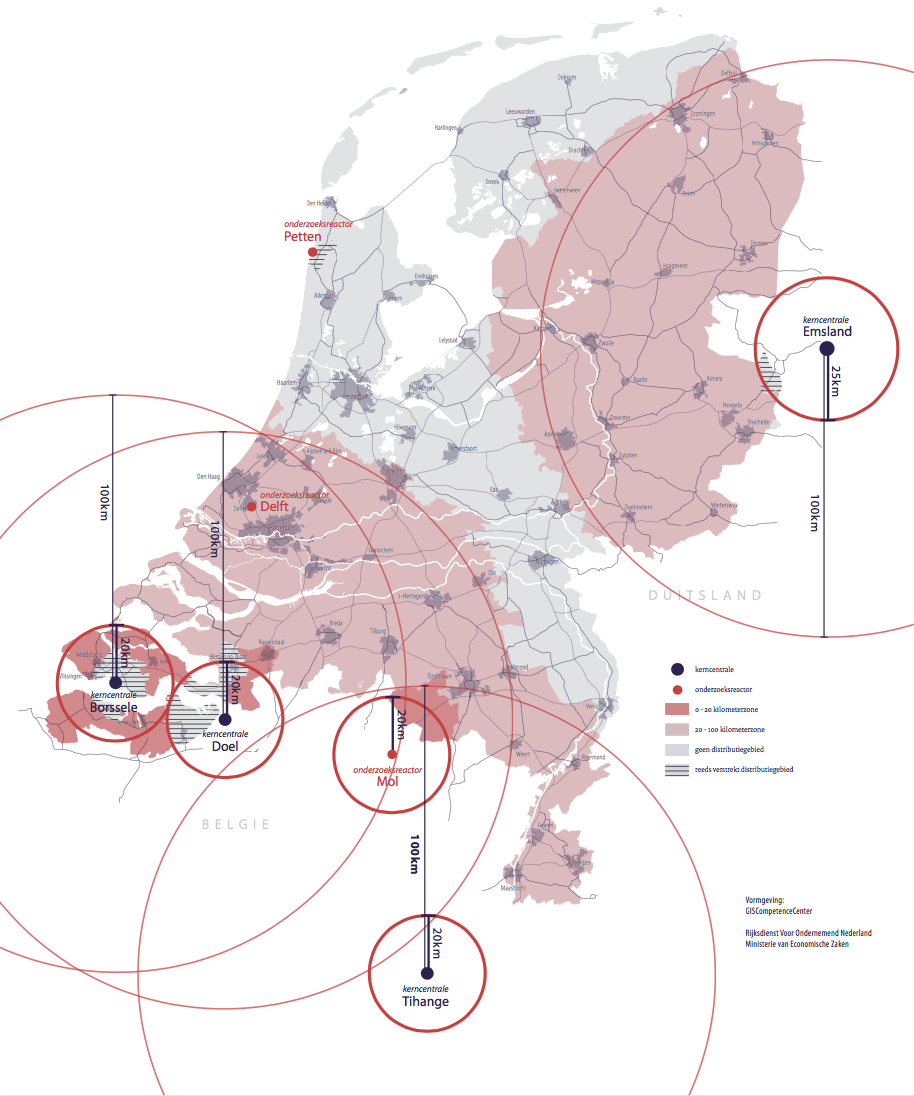
Aree di distribuzione delle pillole di iodio nei Paesi Bassi (2017).

Nei Paesi Bassi, il deposito centrale delle pillole di iodio si trova a Zoetermeer, vicino a L'Aia. Nel 2017, il governo olandese ha distribuito pillole a centinaia di migliaia di residenti che vivevano a una certa distanza dalle centrali nucleari e soddisfacevano altri criteri.
A partire dal 2020, le compresse di ioduro di potassio sono messe a disposizione gratuitamente per tutti i residenti in tutte le farmacie del paese. A partire dai primi giorni di marzo del 2022, a seguito degli sviluppi della guerra russo-ucraina e le minacce rivolte da Putin all'occidente, in tutto il paese c'è stato una rapida corsa all'approvvigionamento di queste compresse.
In Svizzera le compresse di ioduro di potassio vengono distribuite a preventivamente a tutte le persone che soggiornano regolarmente nelle città in un raggio di 50 chilometri attorno agli impianti nucleari; anche in Svizzera è avvenuta una corsa alle compresse di ioduro di potassio proprio come in Belgio nei primi di marzo del 2022.

### Formulazioni
Tre società (Anbex, Inc., Fleming Co e Recipharm of Sweden) hanno soddisfatto i severi requisiti della FDA per la produzione e il test dello ioduro di potassio e offrono prodotti (rispettivamente IOSAT, ThyroShield e ThyroSafe) disponibili per l'acquisto. Nel 2012, Fleming Co ha venduto tutti i suoi diritti sui prodotti e l'impianto di produzione ad altre società e non esiste più. ThyroShield non è attualmente in produzione. L'impianto di produzione svedese di Thyrosafe, che produce una compressa di ioduro di potassio a metà potenza per la protezione della tiroide dalle radiazioni, è stato menzionato nella Critical Foreign Dependencies Initiative del 2008 trapelata da WikiLeaks nel 2010.
Le compresse di ioduro di potassio vengono fornite per scopi di emergenza relativi al blocco dell'assorbimento di radioiodio, una forma comune di avvelenamento da radiazioni dovuto alla contaminazione ambientale da parte del prodotto di fissione di breve durata come lo iodio-131.
Per i motivi sopra indicati, le gocce terapeutiche di SSKI, o compresse da 130 mg di ioduro di potassio usate per incidenti da fissione nucleare, non vengono utilizzate come integratori alimentari, poiché una goccia di SSKI o una compressa di emergenza nucleare fornisce da 300 a 700 volte più iodio rispetto al fabbisogno nutrizionale quotidiano per un adulto. Compresse nutrizionali di ioduro contenenti 0,15 mg di ioduro o di ioduro di potassio (come l'estratto di alghe) sono commercializzate come integratori, ma non devono essere confuse con le preparazioni farmaceutiche a dosi molto più elevate.
Lo ioduro di potassio può essere convenientemente preparato come soluzione satura, abbreviato SSKI. Questo metodo di somministrazione dello ioduro di potassio non richiede un metodo per pesare lo ioduro di potassio in modo che possa essere utilizzato in una situazione di emergenza. I cristalli di ioduro di potassio vengono semplicemente aggiunti all'acqua fino a quando lo ioduro di potassio non si dissolverà più e si troverà invece sul fondo del contenitore. Con acqua pura, la concentrazione di ioduro di potassio nella soluzione dipende solo dalla temperatura. Lo ioduro di potassio è altamente solubile in acqua, quindi SSKI è una fonte concentrata di ioduro di potassio. A 20 °C la solubilità dello ioduro di potassio è di 140-148 grammi per 100 grammi di acqua. Poiché i volumi di ioduro di potassio e acqua sono approssimativamente additivi, la soluzione SSKI risultante conterrà circa 1000 mg di ioduro di potassio per millilitro (mL) di soluzione. Questo è il 100% peso/volume (notare le unità di concentrazione di massa) di ioduro di potassio, ossia un grammo di ioduro di potassio per ml di soluzione, il che è possibile perché SSKI è significativamente più denso dell'acqua pura, circa 1,67 g/mL. Poiché lo ioduro di potassio è circa il 76,4% di ioduro in peso, SSKI contiene circa 764 mg di ioduro per ml. Questa concentrazione di ioduro permette di calcolare la dose di ioduro per goccia, se si conosce il numero di gocce per millilitro. Per SSKI, una soluzione più viscosa dell'acqua, si presume che siano 15 gocce per ml; la dose di ioduro è quindi di circa 51 mg per goccia. È convenzionalmente arrotondato a 50 mg per goccia.
Il termine SSKI è utilizzato anche, soprattutto dai farmacisti, per indicare un U.S.P. formula di soluzione pre-preparata, ottenuta aggiungendo ioduro di potassio all'acqua per preparare una soluzione contenente 1000 mg di ioduro di potassio per ml di soluzione (soluzione di ioduro di potassio al 100% in peso/volume), per approssimare da vicino la concentrazione di SSKI prodotta dalla saturazione.
Le soluzioni sature di ioduro di potassio possono essere un trattamento di emergenza per l'ipertiroidismo (la cosiddetta tempesta tiroidea), poiché elevate quantità di ioduro sopprimono temporaneamente la secrezione di tiroxina dalla tiroide. La dose inizia in genere con una dose di carico, quindi 1⁄3 ml di SSKI (5 gocce o 250 mg di iodio come ioduro), tre volte al giorno.
Le soluzioni di ioduro a base di poche gocce di SSKI aggiunte alle bevande sono state utilizzate anche come espettoranti per aumentare il contenuto d'acqua delle secrezioni respiratorie. SSKI è stato proposto come trattamento topico per la sporotricosi, ma non sono stati condotti studi per determinare l'efficacia o gli effetti collaterali di tale trattamento.
Lo ioduro di potassio è stato utilizzato per il trattamento sintomatico di pazienti con eritema nodoso per lesioni persistenti la cui causa rimane sconosciuta. È stato anche utilizzato nei casi di eritema nodoso associato alla malattia di Crohn. Per il suo alto contenuto di potassio, SSKI è estremamente amaro, e se possibile va somministrato in una zolletta di zucchero o in una pallina di pane. Può anche essere miscelato in volumi molto più grandi di succhi. Né le compresse SSKI né lo ioduro di potassio vengono utilizzate come integratori alimentari, poiché il fabbisogno nutrizionale di iodio è di soli 150 microgrammi (0,15 mg) di iodio al giorno. Pertanto, una goccia di SSKI fornisce 50/0,15 = 333 volte il fabbisogno giornaliero di iodio e una compressa di ioduro di potassio standard fornisce il doppio.

### Integratore alimentare
Lo ioduro di potassio è utilizzato come integratore alimentare nei mangimi animali e anche nella dieta umana. Per quest'ultimo, è l'additivo più comune utilizzato per "iodare" il sale da cucina (una misura di salute pubblica per prevenire la carenza di iodio nelle popolazioni che consumano pochi frutti di mare). L'ossidazione dello ioduro provoca una lenta perdita del contenuto di iodio dai sali iodati in eccesso che sono esposti all'aria. Il sale di ioduro di metallo alcalino con il tempo e l'esposizione all'eccesso di ossigeno e anidride carbonica, si ossida lentamente in carbonato metallico e iodio elementare, che poi evapora. Lo iodato di potassio (KIO3) viene utilizzato per aggiungere iodio ad alcuni sali in modo che lo iodio non venga perso per ossidazione. Il destrosio o il tiosolfato di sodio vengono spesso aggiunti al sale da cucina iodato per stabilizzare lo ioduro di potassio, riducendo così la perdita della sostanza chimica volatile.

### Protezione tiroidea

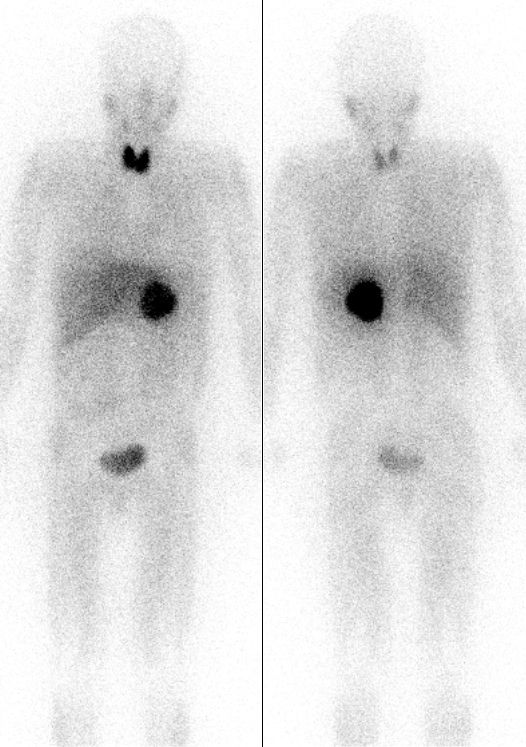
Feocromocitoma visto come una sfera scura al centro del corpo. L'immagine è di scintigrafia MIBG con radiazioni da iodio radioattivo. Tuttavia, si noti l'assorbimento indesiderato di radioiodio dal farmaco da parte della ghiandola tiroidea nel collo, in entrambe le immagini (anteriore e posteriore) dello stesso paziente. La radioattività si osserva anche nella vescica.

Il blocco dell'assorbimento dello iodio tiroideo con ioduro di potassio è utilizzato nella scintigrafia e nella terapia di medicina nucleare con alcuni composti radioiodati che non sono mirati alla tiroide, come lo iobenguano (MIBG), che viene utilizzato per l'immagine o il trattamento dei tumori del tessuto neurale, o il fibrinogeno iodato, che viene utilizzato nelle scansioni del fibrinogeno per studiare la coagulazione. Questi composti contengono iodio, ma non sotto forma di ioduro. Tuttavia, poiché alla fine possono essere metabolizzati o scomposti in ioduro radioattivo, è comune somministrare ioduro di potassio non radioattivo per garantire che lo ioduro di questi radiofarmaci non sia sequestrato dalla normale affinità della tiroide per lo ioduro.
Il dosaggio approvato dalla Food and Drug Administration di ioduro di potassio con iobenguano per questo scopo è il seguente (ogni 24 ore): bambini di età inferiore a 1 mese, 16 mg; bambini da 1 mese a 3 anni, 32 mg; bambini da 3 anni a 18 anni, 65 mg; adulti 130 mg. Tuttavia, alcune fonti raccomandano regimi posologici alternativi.
Non tutte le fonti sono d'accordo sulla durata necessaria del blocco tiroideo, sebbene sembri essere stato raggiunto un accordo sulla necessità del blocco sia per le applicazioni scintigrafiche che terapeutiche dello iobenguano. Lo iobenguano disponibile in commercio è etichettato con iodio-123 e l'etichettatura del prodotto raccomanda la somministrazione di ioduro di potassio 1 ora prima della somministrazione del radiofarmaco per tutti i gruppi di età, mentre l'Associazione europea di medicina nucleare raccomanda (per lo iobenguano etichettato con uno degli isotopi), che la somministrazione di ioduro di potassio inizi un giorno prima della somministrazione del radiofarmaco e continui fino al giorno successivo all'iniezione, ad eccezione dei neonati, che non necessitano di dosi di ioduro di potassio dopo l'iniezione del radiofarmaco.
L'etichettatura del prodotto per lo iodio-131 iobenguano diagnostico raccomanda la somministrazione di ioduro di potassio un giorno prima dell'iniezione e continuando da 5 a 7 giorni dopo la somministrazione, in linea con l'emivita molto più lunga di questo isotopo e il suo maggiore pericolo per la tiroide. Lo iodio-131 iobenguano utilizzato per scopi terapeutici richiede una durata di premedicazione diversa, che inizia 24–48 ore prima dell'iniezione di iobenguano e prosegue 10–15 giorni dopo l'iniezione.

#### Incidenti nucleari
In un evento accidentale o attacco a una centrale nucleare, o in una bomba nucleare, possono essere rilasciati radionuclidi. Di questi prodotti, lo iodio-131 è uno dei più comuni ed è particolarmente pericoloso per la tiroide perché può portare al cancro della tiroide. Saturando il corpo con una fonte di ioduro stabile prima dell'esposizione, inalato o ingerito lo iodio-131 tende ad essere escreto, il che impedisce l'assorbimento di radioiodio da parte della tiroide. Secondo uno studio del 2000
Per una prevenzione ottimale, lo ioduro di potassio deve essere dosato quotidianamente fino a quando non esiste più un rischio di esposizione significativa a radioiodio per inalazione o ingestione.
Le dosi di emergenza di 130 milligrammi di ioduro di potassio forniscono 100 mg di ioduro (gli altri 30 mg sono il potassio nel composto), che è circa 700 volte più grande del normale fabbisogno nutrizionale (vedi dose dietetica raccomandata) di iodio, che è di 150 microgrammi (0,15 mg) di iodio (come ioduro) al giorno per un adulto. Una compressa tipica pesa 160 mg, con 130 mg di ioduro di potassio e 30 mg di eccipienti, come agenti leganti.
Lo ioduro di potassio non può proteggere da nessun altro meccanismo di avvelenamento da radiazioni, né può fornire alcun grado di protezione contro bombe sporche che producono radionuclidi diversi da quelli di iodio.
Lo ioduro di potassio nel sale iodato non è sufficiente per questo uso. Una probabile dose letale di sale (più di un chilogrammo) sarebbe necessaria per eguagliare lo ioduro di potassio in una compressa.
L'Organizzazione Mondiale della Sanità non raccomanda la profilassi dello ioduro di potassio per gli adulti di età superiore ai 40 anni, a meno che non si preveda che la dose di radiazioni da iodio radioattivo inalato minacci la funzione tiroidea, poiché gli effetti collaterali dello ioduro di potassio aumentano con l'età e possono superare gli effetti protettivi dello ioduro di potassio,

Il Dipartimento della salute e dei servizi umani degli Stati Uniti d'America ha ribadito questi due anni dopo come 
La soluzione satura di ioduro di potassio (SSKI) può essere utilizzato in emergenze di contaminazione da radioiodio (come gli incidenti nucleari) per "bloccare" l'assorbimento di radioiodio da parte della tiroide, alla dose di due gocce di SSKI al giorno per un adulto. Questo non è lo stesso che bloccare il rilascio dell'ormone tiroideo da parte della tiroide, per il quale la dose per adulti è diversa, e per cui le pillole anti-radiazioni di ioduro di potassio non sono solitamente disponibili in farmacia, o normalmente utilizzati negli ospedali, o dai medici. Sebbene le due forme di ioduro di potassio siano completamente intercambiabili, normalmente in pratica la soluzione SSKI, che è la storica forma medica di iodio ad alte dosi, è generalmente utilizzata per tutti gli scopi medici ad eccezione della profilassi con radioiodio. Per la protezione della tiroide dalla contaminazione da iodio radioattivo (iodio-131), viene utilizzata la comoda pillola standard da 130 mg di ioduro di potassio, se disponibile.

### Effetti collaterali
C'è motivo di cautela nel prescrivere l'ingestione di dosi elevate di ioduro di potassio e iodato, poiché il loro uso non necessario può causare condizioni come i fenomeni di Jod-Basedow, innescare e/o peggiorare l'ipertiroidismo e l'ipotiroidismo e quindi causare condizioni temporanea o addirittura permanente. Può anche causare scialoadenite (un'infiammazione della ghiandola salivare), disturbi gastrointestinali ed eruzioni cutanee. Lo ioduro di potassio non è raccomandato anche per le persone con dermatite erpetiforme e vasculite ipocomplementemica, condizioni legate al rischio di sensibilità allo iodio.
Sono stati segnalati alcuni casi di trattamento con ioduro di potassio che ha causato gonfiore della ghiandola parotide (una delle tre ghiandole che secernono la saliva), a causa dei suoi effetti stimolatori sulla produzione di saliva.
Una soluzione satura di ioduro di potassio (SSKI) viene generalmente somministrata per via orale in dosi da adulti più volte al giorno (5 gocce di SSKI si presume siano 1⁄3 ml) per il blocco tiroideo (per impedire alla tiroide di espellere l'ormone tiroideo) e occasionalmente questa dose è utilizzata anche quando lo ioduro viene usato come espettorante (la dose totale è di circa un grammo di ioduro di potassio al giorno per un adulto). Le dosi di anti-radioiodio utilizzate per lo iodio-131 sono tali che il blocco dell'assorbimento è inferiore e varia da 100 mg al giorno per un adulto e da meno di 100 mg per i bambini. Tutte queste dosi devono essere confrontate con la dose molto più bassa di iodio necessaria nella normale alimentazione, che è di soli 150 μg al giorno.
A dosi massime, e talvolta a dosi molto più basse, gli effetti collaterali dello ioduro usato per ragioni mediche, in dosi 1000 volte il normale fabbisogno nutrizionale, possono includere: acne, perdita di appetito o disturbi di stomaco (soprattutto durante i primi giorni, mentre il corpo si adatta al farmaco). Gli effetti collaterali più gravi che richiedono la notifica di un medico sono: febbre, debolezza, stanchezza insolita, gonfiore al collo o alla gola, ulcere della bocca, eruzioni cutanee, nausea, vomito, dolori di stomaco, battito cardiaco irregolare, intorpidimento o formicolio delle mani o dei piedi, o un sapore metallico in bocca.
In caso di rilascio di radioiodio, l'ingestione di profilassi di ioduro di potassio, se disponibile, o anche iodato, avrebbe giustamente la precedenza sulla somministrazione di perclorato e sarebbe la prima linea di difesa per proteggere la popolazione da un rilascio di radioiodio. Tuttavia, nel caso di un rilascio di radioiodio troppo massiccio e diffuso per essere controllato dalla scorta limitata di farmaci per la profilassi di ioduro e iodato, l'aggiunta di ioni perclorato alla rete idrica, o la distribuzione di pastiglie di perclorato, servirebbe da soluzione economica ed efficace e come seconda linea di difesa contro il bioaccumulo cancerogeno di iodio radioattivo.
L'ingestione di farmaci goitrogeni, proprio come lo ioduro di potassio, non è priva di pericoli, come l'ipotiroidismo. In tutti questi casi, tuttavia, nonostante i rischi, i benefici della profilassi dell'intervento con ioduro, iodato o perclorato superano il grave rischio di cancro derivante dal bioaccumulo di radioiodio nelle regioni in cui il radioiodio ha sufficientemente contaminato l'ambiente.
Lo ioduro di potassio nella sua forma grezza è un lieve irritante e deve essere maneggiato con i guanti e la sovraesposizione cronica può avere effetti negativi sulla tiroide. Lo ioduro di potassio è un possibile teratogeno.